# Gert Richter (Dramaturg)
Gert Richter (* 1929 in Leipzig; † 27. August 2017 in Bielefeld) war ein deutscher Schauspieldramaturg, Schriftsteller, Verlagsredakteur und Herausgeber.

## Leben

### Ausbildung und Privatleben
Im Anschluss an das Abitur besuchte Richter nach bestandener Aufnahmeprüfung zunächst zwei Jahre lang die Theaterhochschule Leipzig, ehe er ab 1950 an der Universität Leipzig Germanistik, Theaterwissenschaft und Kunstgeschichte studierte. Im Jahr 1958 wurde er an der Philosophischen Fakultät seiner mittlerweile in Karl-Marx-Universität umbenannten Alma Mater – betreut vom Literaturwissenschaftler Hans Mayer als Doktorvater – mit der Dissertation Humanitätsideal und Gesellschaftskritik in den Dramen Herbert Eulenbergs zum Dr. phil. promoviert. Dazu hatte er am bis dahin unveröffentlichten Nachlass des in der Zeit des Nationalsozialismus verfemten Dramatikers geforscht.
Richter lebte lange Jahre in Verl, zog aber 2015 in ein Bielefelder Seniorenheim. Dort starb er Ende August 2017 im Alter von 88 Jahren.

### Berufliche Karriere
Seinen Einstieg ins Berufsleben fand Richter 1953 in der Deutschen Demokratischen Republik als Dramaturg am Theater der Werftstadt Wismar. Zwischen 1954 und 1958 arbeitete er als Chefdramaturg des Mecklenburgischen Staatstheaters Schwerin. Nach eigenen Angaben fühlte er sich dort vom Ministerium für Staatssicherheit bedrängt und war mit dem Vorwurf konfrontiert, nicht ausreichend sowjetische Dramatiker auf den Spielplan zu setzen. Daraufhin zog er in die Bundesrepublik und wechselte als Chefdramaturg sowie Künstlerischer Betriebsdirektor an das Stadttheater Hildesheim.
Im Jahr 1962 entschied sich Richter für einen Karrierewechsel und arbeitete fortan dreißig Jahre als Chefredakteur beim Bertelsmann Lexikon Verlag in Gütersloh. Von 1989 bis 2009 war er darüber hinaus Chefredakteur und Herausgeber der Fachzeitschrift film & video, des Verbandsorgans des Bundesverbandes deutscher Amateurfilmer (BDFA). Er war auch Gründer des „Gütersloher Amateurfilmkreises“.
Richter verfasste mehrere Bücher zu Themen der Theater-, Kultur- und Literaturgeschichte, aber auch Bühnenstücke für das Kindertheater. Hierbei beschäftigte er sich insbesondere mit klassischen Märchenstoffen. Die Mehrzahl dieser Werke wurde am Stadttheater Hildesheim uraufgeführt.

## Publikationen (Auswahl)

### Bücher
- Gert Richter: Bühne frei, Vorhang auf. Blick in die Werkstatt des Theaters. C. Bertelsmann Verlag, Gütersloh, 1966.
- Gert Richter: Erbauliches, belehrendes, wie auch vergnügliches Kitsch-Lexicon von A bis Z. Zu Nutz und Frommen eines geschmackvollen Lesers. Bertelsmann Lexikon Verlag, Gütersloh, 1972, ISBN 978-3-570-03148-3.
- Gert Richter: Die gute alte Zeit im Bild. Alltag im Kaiserreich 1871–1914 in Bildern und Zeugnissen. Bertelsmann Lexikon Verlag, Gütersloh, 1974, ISBN 978-3-570-08380-2.
- Gert Richter: Belehrendes und erbauliches Lexicon der Sittsamkeit von A bis Z, welches insbesondere Jungfrauen, Bräute und Ehefrauen aber auch das männliche Geschlecht über Anstand, Anmut und Würde in Haus und Gesellschaft unterrichtet. Bertelsmann Lexikon Verlag, Gütersloh, 1974, ISBN 978-3-570-04564-0.
- Gert Richter; Gerhard Ulrich (Illustrationen): Lexikon der Kunstmotive. Antike und christliche Welt. Bertelsmann Lexikon Verlag, Gütersloh, 1978, ISBN 978-3-570-01568-1.
- Gert Richter: Geschichte der Weltliteratur. Dichtung und Unterhaltungsliteratur in Europa und Amerika von der Antike bis zur Gegenwart. C. Bertelsmann Verlag, Gütersloh, 1978.
- Gert Richter; Gerhard Ulrich (Illustrationen): Der neue Mythologieführer. Götter – Helden – Heilige. In der Reihe: „Klassische Kultur-Edition“. Seehamer Verlag, Weyarn, 1996, ISBN 978-3-929626-74-2.

### Theaterstücke
- Gert Richter: Der kleine Muck. Märchenspiel in 5 Bildern nach Wilhelm Hauff. Chronos Verlag Martin Mörike, Hamburg, 1960.
- Gert Richter: Schneeweißchen und Rosenrot. Ein Märchenspiel in vier Bildern nach den Brüdern Grimm. Verlag für Kindertheater, Hamburg, 1972.
- Gert Richter: Das tapfere Schneiderlein. Ein Märchenspiel in vier Bildern nach den Brüdern Grimm. Chronos Verlag Martin Mörike, Hamburg, 1977.
- Gert Richter: Der fliegende Teppich. Zaubermärchen in sechs Bildern nach „Tausendundeine Nacht“. Chronos Verlag Martin Mörike, Hamburg, 1979.
- Gert Richter: Der gestiefelte Kater. Verlag für Kindertheater, Hamburg, 1981.
- Gert Richter: Dornröschen. Ein Märchenspiel in 7 Bildern nach den Brüdern Grimm. Verlag für Kindertheater, Hamburg, 1981.